# Dentimachus rufiabdominalis
Dentimachus rufiabdominalis är en stekelart som beskrevs av Kaur 1989. Dentimachus rufiabdominalis ingår i släktet Dentimachus och familjen brokparasitsteklar. Inga underarter finns listade i Catalogue of Life.